# Иван Шишков (архитект)
Иван Димитров Шишков е български архитект.

## Биография
Иван Шишков е роден на 14 септември 1963 година в София.
Завършва образователна степен магистър по архитектура през 1990 година във Висшия институт по архитектура и строителство в София.
Работил е като проектант в „Интерпроект“ и „Софпроект“. В периода между 1992 и 2000 година е главен архитект на община Драгоман, от 2002 до 2008 година е главен архитект на район „Банкя“ в Столичната община, а от 2008 до 2021 година - на район „Триадица“. Между 1996 и 2006 година e член на Общинския експертен съвет по устройство на територията, а от 2007 до 2015 година е експерт в Комисията по устройство на територията и жилищна политика към Столичния общински съвет.
По време на двете служебни правителства, назначени от президента Румен Радев през 2021 година, е съветник и заместник-министър в Министерството на регионалното развитие и благоустройството. От 2 август 2022 година до 6 юни 2023 година е служебен министър на регионалното развитие и благоустройството в правителствата на Гълъб Донев.